# Segreteria della cultura e dell'istruzione
La Segreteria di Stato per la cultura e l'istruzione (in spagnolo Secretaría de Estado de Cultura y Educación) o semplicemente Segreteria della cultura e dell'istruzione (Secretaría de Cultura y Educación) era una segreteria dipendente dal governo argentino (tramite il Ministero dell'interno) con giurisdizione sulla cultura e l'istruzione.

## Storia
Con la legge n. 16.956 del 23 settembre 1966 (pubblicata nella Gazzetta Ufficiale il 27 dello stesso mese e anno) del presidente de facto Juan Carlos Onganía, venne creata la Segreteria di Stato per la cultura e l'istruzione, le cui funzioni rientravano nell'ambito del Ministero dell'Interno.
Con la legge n. 18.416 del 20 ottobre 1969 (pubblicata il 23 dello stesso mese e anno), il gabinetto nazionale fu modificato e la segreteria fu elevata al rango di ministero.